# Эгюранд (кантон, Эндр)
Эгюра́нд (фр. Aigurande) — кантон во Франции, находится в регионе Центр, департамент Эндр. Входит в состав округа Ла-Шатр.
Код INSEE кантона — 3601. Всего в кантон Эгюранд входят 9 коммун, из них главной коммуной является Эгюранд.

## Коммуны кантона
| Коммуна           | Население, чел | Почтовый индекс | Код INSEE |
| ----------------- | -------------- | --------------- | --------- |
| Креван            | 722            | 36140           | 36060     |
| Крозон-сюр-Вовр   | 364            | 36140           | 36061     |
| Ла-Бюксерет       | 113            | 36140           | 36028     |
| Лурдуэ-Сен-Мишель | 380            | 36140           | 36099     |
| Моншеврие         | 520            | 36140           | 36126     |
| Орсён             | 816            | 36190           | 36146     |
| Сен-Дени-де-Жуэ   | 957            | 36230           | 36189     |
| Сен-Плантер       | 552            | 36190           | 36207     |
| Эгюранд           | 1643           | 36140           | 36001     |

## Население
Население кантона на 2007 год составляло 6 067 человек.
| 1962  | 1968  | 1975  | 1982  | 1990  | 1999  | 2006  | 2007  |
| ----- | ----- | ----- | ----- | ----- | ----- | ----- | ----- |
| 9 174 | 9 872 | 8 798 | 8 049 | 7 159 | 6 209 | 6 100 | 6 067 |